# Рик, Цзин
Цзин Мачар Рик (англ. Jing Machar Reec; род. 12 июня 2003) — австралийский футболист, нападающий клуба «Сентрал Кост Маринерс».

## Клубная карьера
Рик — воспитанник клубов «Блэктаун Уоркерс», «Мит Друит Таун Рейнджерс», «Маркони Сталлиионс» и «Сентрал Кост Маринерс». 5 июня 2021 года в матче против «Уэстерн Юнайтед» он дебютировал в A-Лиге в составе последних. В том же году Цзин перешёл в датский «Орхус». В матче Кубка Дании против «Фрема» он дебютировал за основной состав. В 2023 году Рик на правах аренды вернулся «Сентрал Кост Маринерс». 3 февраля в поединке против «Аделаида Юнайтед» Цзин забил свой первый гол за «Сентрал Кост Маринерс». В 2024 году игрок помог клубу выиграть Кубок АФК, забив гол в матче против камбоджийский «Пномпень Краун». 

## Международная карьера
В 2023 году в составе молодёжной сборной Австралии Рик принял участие в молодёжном Кубке Азии в Узбекистане. На турнире он сыграл в матчах против команд Вьетнама, Ирана и Узбекистана. 

## Достижения
Клубные
 «Сентрал Кост Маринерс»
- Обладатель Кубка АФК — 2023/2024